# オイゲン・フォン・カーラー
オイゲン・フォン・カーラー（Eugen von Kahler、出生時の名: Eugen Kohn、1882年1月6日 - 1911年12月13日）は、プラハ生まれのユダヤ人を祖先とする、ドイツの画家である。表現主義の画家である。

## 略歴
プラハで生まれた。父親は裕福な実業家で、もとの姓は"Kohn"であったが、1894年に"Kahler"に改名し、1911年にその功績により貴族に任じられ、"von Kahler"と名乗ることを許された人物である。
1901年から1904年の間、ミュンヘン美術院で学び、ハインリヒ・クニルやフランツ・フォン・シュトゥックから指導を受けた。同時期の学生にはルドルフ・レヴィやハンス・プルマンがいた。またミュンヘンのフーゴー・フォン・ハーベルマンからも個人教授を受けた。1900年に結核の診断を受けていて、サナトリウムで療養をするために美術の修業は何度も中断しなければならなかった。
1907年にはパリに移り、私立の美術学校で学び、美術館で作品を模写して修行した。多くの芸術家の集まったカフェ、ル・ドームの常連になり、アーレルス＝ヘスターマン（Friedrich Ahlers-Hestermann）やオスカー・モール、ジュール・パスキン、エリザベート・エプシュタイン、ソニア・ドローネ＝タークといった芸術家と親しくなった。パリの展覧会、サロン・ドートンヌやアンデパンダン展に出展した。
1908年の1月から3月まで、結核に良いと思われた温暖な寄稿のエジプトに滞在した。1909年12月からはチュニジアとアルジェリアへ旅し、1910年の春まで旅を続けた。この旅の成果の作品として後に中東の市場などを描いた作品が制作された。
1910年5月から8月の間、ロンドンに滞在した後、ミュンヘンに戻り、1911年にはアレクセイ・フォン・ヤウレンスキーらの前衛芸術家が設立したミュンヘン新芸術家協会の第2回展覧会に作品を出展した。10月にはハインリヒ・タンハウザーの画廊で個展を開いた。
結核が悪化し1911年12月に亡くなった。30歳になる少し前であった。ミュンヘン新芸術家協会を脱退したヴァシリー・カンディンスキーとフランツ・マルクによって、カーラーの死から数日後の1911年12月18日に開かれた『青騎士』誌編集部展には、ケーラーの作品が展示され、カンディンスキーによって追悼文が掲げられた。

## 作品

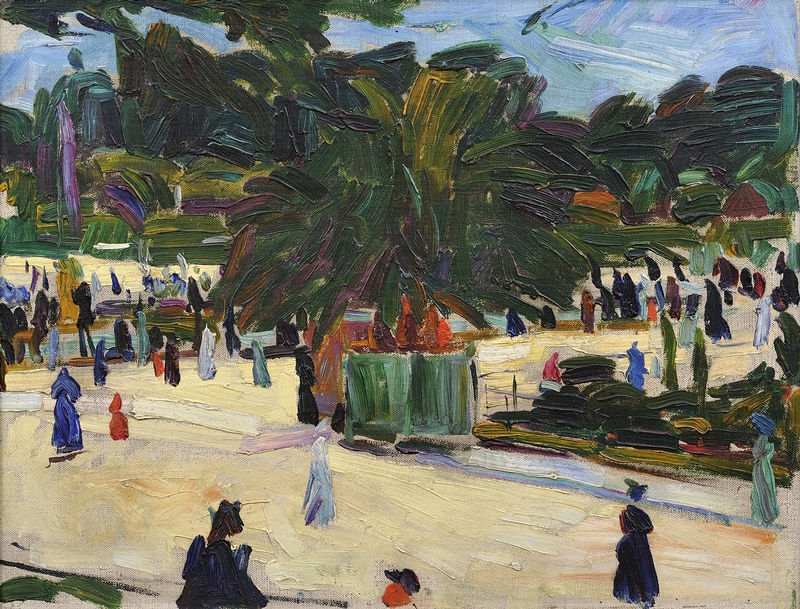
オリエントの街 (1909)
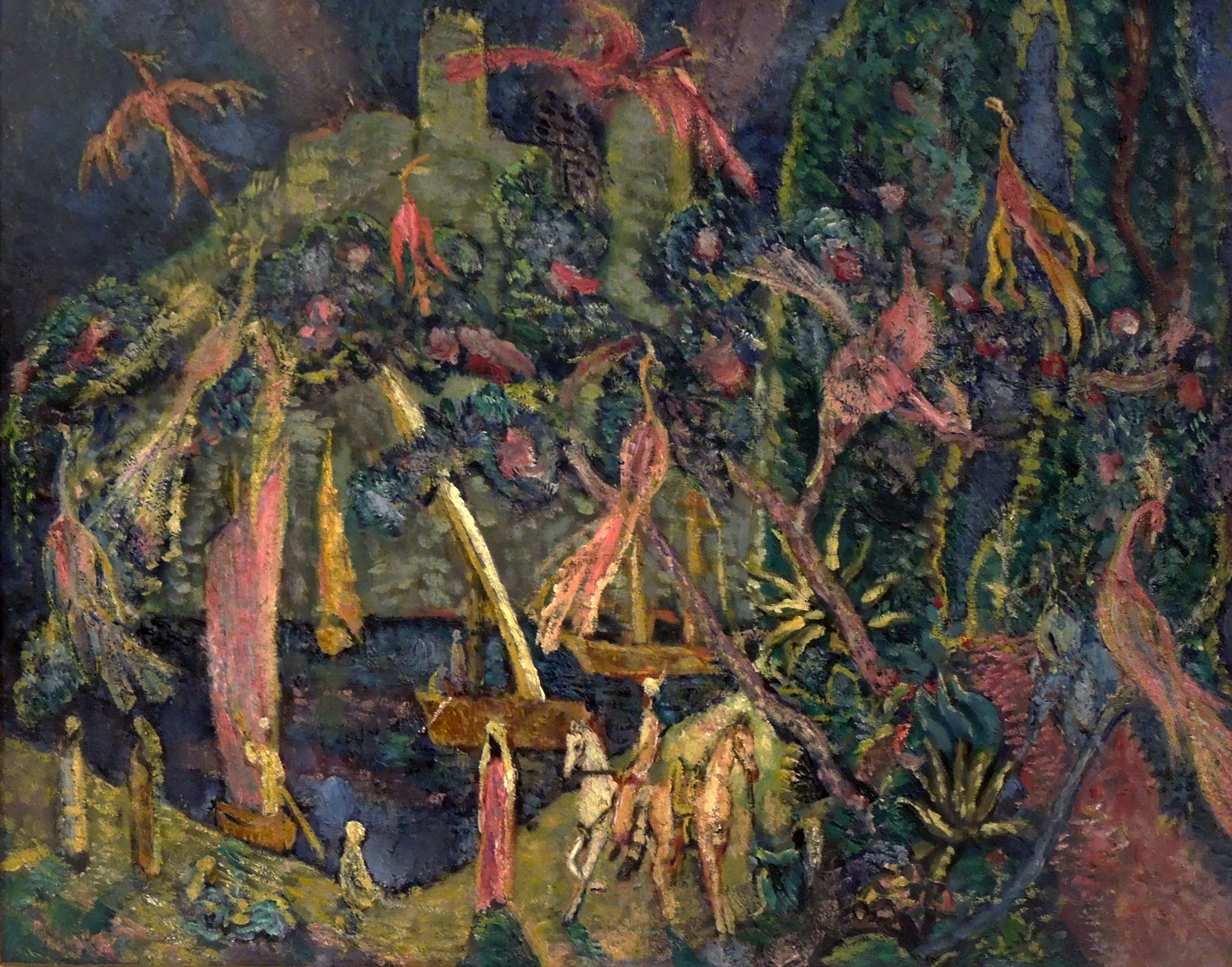
オリエントの昔話(1910)
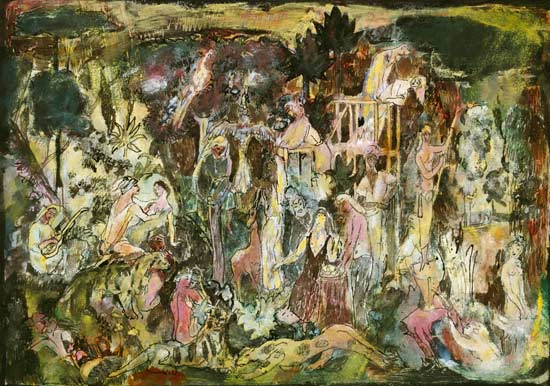
Liebesgarten(1910)
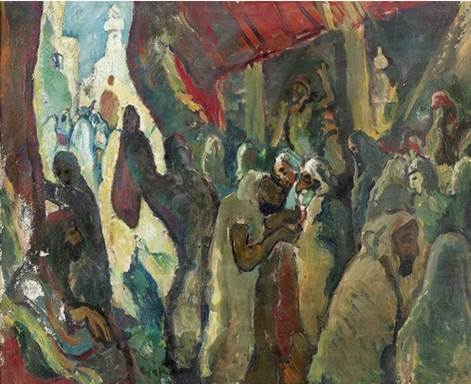
オリエントの市場(1911)